# Calcomania
Una calcomania (gal·licisme de decalcomania) consisteix en una imatge que, mitjançant l'aplicació d'aigua, es transfereix del suport original a una altra superfície on queda adherida. A Veneçuela i d'altres països hom anomena "calcomania" els autoadhesius (figures autoadhesives que no requereixen l'ús d'aigua conegudes en anglès com a "stickers").
Durant dècades, els nens han trobat gran diversió en enganxar les calcomanies a qualsevol part del seu cos (mans, braços, peus) o a qualsevol altre objecte al seu abast (rajoles de la cuina o del bany, quaderns, estoigs, etc.). En l'actualitat, s'ha fet abús del terme anglès adhesiu per referir-se al mateix objecte. Així mateix, ja no és necessari el contacte amb l'aigua per obtenir la propietat adherent.
Les calcomanies es distribueixen sobre un suport de paper o cartolina, que cal retirar una vegada humitejat. Les scolorides imatges que les formen estan tractades amb trementina, matèria que possibilita que s'enganxin. Les calcomanies es poden comprar per plecs o aconseguir com a regal promocional dins d'un producte destinat als nens: pastisseria, patates fregides, xiclets, etc.
Amb menor difusió avui dia, van tenir gran èxit a Espanya en les dècades de 1960 i 1970, en què es van comercialitzar plecs de les més variades temàtiques: educatius (parts del cos, animals), vehicles (trens, cotxes, avions), esportius (jugadors de futbol), culturals (personatges populars), fruites, flors, motius decoratius, banderes, etc.

## Altres usos de la calcomania
Les calcomanies no només constitueixen un article lúdic, sinó que amb el mateix principi també serveixen d'element decoratiu per a mobles, sabons, joguines, plaques, vaixelles, etc., gràcies a la serigrafia, que és una forma d'impressió directa, podem obtenir molts treballs.
També hi ha calcomanies que es posen al foc sobre vidre o ceràmica.
La calcomania també és una tècnica pictòrica ideada per Óscar Domínguez (basant-se en una tècnica ja existent del segle xix a la qual hi va afegir el guaix), que consisteix a aplicar guaix negre sobre un full de paper, el qual es posa damunt d'un altre full sobre el qual s'exerceix una lleugera pressió, després es desenganxen abans que s'assequin, el guaix es transfereix al segon full en les parts pressionades.

## Curiositats
Durant els anys 1970 va circular una llegenda urbana, en la qual s'explicava que les calcomanies portaven impregnada una substància que en adherir-se a la pell es transmetia al nen. Aquesta substància generalment se l'identificava com una droga del tipus LSD. La finalitat d'això seria la d'induir als nens a que es tornessin drogodependents mitjançant les calcomanies. Es va arribar fins i tot a repartir octavetes, pamflets i fotocòpies que alertaven d'aquest fet, alguns dels quals fins i tot portaven l'anagrama de la Guàrdia Civil.